# Юзефув (Велюнський повіт)
Юзефув (пол. Józefów) — село в Польщі, у гміні Понтнув Велюнського повіту Лодзинського воєводства.
Населення — 130 осіб (2011).
У 1975-1998 роках село належало до Серадзького воєводства.

## Демографія
Демографічна структура станом на 31 березня 2011 року:
|          | Загалом | Допрацездатний вік | Працездатний вік | Постпрацездатний вік |
| -------- | ------- | ------------------ | ---------------- | -------------------- |
| Чоловіки | 68      | 19                 | 42               | 7                    |
| Жінки    | 62      | 10                 | 36               | 16                   |
| Разом    | 130     | 29                 | 78               | 23                   |